# تیم ملی بسکتبال زنان یوگسلاوی
تیم ملی بسکتبال زنان یوگسلاوی ( Serbo-Croatian) نماینده سابق پادشاهی یوگسلاوی و جمهوری فدرال سوسیالیستی یوگسلاوی در مسابقات بین‌المللی بسکتبال زنان بود.
نخستین حضور مهم این تیم در مسابقات قهرمانی اروپا ۱۹۵۴ به میزبانی یوگسلاوی بود که در آن چهارم شد. بزرگترین موفقیت این تیم در دهه های بعد نشان برنز در بازی‌های المپیک ۱۹۸۰ و نشان نقره در بازیهای المپیک بازی‌های المپیک ۱۹۸۸ بود .